# Tasha Suri
Pour les articles homonymes, voir Suri (homonymie).
Tasha Suri, née à Londres, est une autrice de fantasy britannique. Elle obtient pour son premier roman, Empire of Sand, le prix British Fantasy du meilleur nouvel auteur (également appelé prix Sydney J. Bounds) 2019 puis Le Trône de Jasmin reçoit le prix World Fantasy du meilleur roman 2022.

## Biographie
Tasha Suri est née à Harrow, Londres, de parents punjabis. Elle étudie l'anglais et la création littéraire à l'Université de Warwick. Elle travaille en tant que bibliothécaire universitaire à l'Imperial College de Londres avant de devenir écrivaine. 
Elle remporte pour son premier roman Empire of Sand, publié en 2018, le prix British Fantasy du meilleur nouvel auteur (également appelé prix Sydney J. Bounds) 2019. Ce roman est considéré par le Time comme l'un des 100 meilleurs livres fantastiques de tous les temps en 2020. Son roman Le Trône de Jasmin remporte le prix World Fantasy du meilleur roman 2022.
Tasha Suri participe à l'édition 2023 des Utopiales à Nantes et à l'édition 2024 des Imaginales à Épinal.

## Caractéristiques
Tasha Suri s'inspire notamment de la mythologie et de la politique indienne actuelle. Elle prend place dans la mouvance des récents ouvrages d'imaginaire dans lesquels s'inscrivent des personnages et des thématiques queer.

## Œuvres

### DuologieThe Books of Ambha
1. (en) Empire of Sand, Orbit, 2018
2. (en) Realm of Ash, Orbit, 2019

### TrilogieLes Royaumes ardents
1. Le Trône de Jasmin, Hachette, coll. « Le Rayon Imaginaire », 2023 ((en) The Jasmine throne, Orbit, 2021  (ISBN 978-0-75955-416-0)), trad. Thibaud Eliroff, 688 p.  (ISBN 978-2-01-788542-9)Prix World Fantasy du meilleur roman 2022
2. L'Épée de Laurier-rose, Hachette, coll. « Le Rayon Imaginaire », 2024 (The Oleander sword, Orbit, 2022  (ISBN 978-0-31647-266-1)), trad. Thibaud Eliroff, 688 p.  (ISBN 978-2-01-788545-0)
3. L'Empire de Lotus, Hachette, coll. « Le Rayon Imaginaire », 2025 ((en) The Lotus Empire, Orbit, 2024  (ISBN 978-0-31647-291-3)), trad. Thibaud Eliroff, 624 p.  (ISBN 978-2-01-788556-6)

### Ouvrages isolés
- (en) What souls are made of, Feiwel and Friends, 2022Une réécriture des Hauts de Hurlevent d'Emily Brontë
- (en) Doctor Who - The Decades Collection - 1970's - The Cradle, 2023